# Hiber Conteris
Hiber Conteris (* 23. September 1933 in Paysandú, Uruguay; † 2. Juni 2020) war ein uruguayischer Schriftsteller, Dramatiker, Essayist und Dozent.

## Ausbildung
Conteris absolvierte zwischen 1953 und 1959 ein philosophisches und humanistisches Studium sowohl in Montevideo an der geistes- und naturwissenschaftlichen Fakultät der Universidad de la República (UdelaR) als auch im Nachbarland Argentinien an der Fakultät für Philosophie und Geisteswissenschaften der Universidad de Buenos Aires. Während dieser Zeit war er zwischen 1958 und 1959 auch an der Escuela Municipal de Arte Dramático (EMAD) ein Jahr lang für Theaterwissenschaften eingeschrieben. Überdies promovierte er zwischen 1966 und 1968 in Literatursoziologie bei Lucien Goldmann, in Semiologie bei Roland Barthes und in Politischer Soziologie bei Maurice Duverger an der École Pratique des Hautes Études. 1973 folgte dann noch ein Postgraduierten-Seminar an der Université catholique de Louvain über Ideologie und Wissenschaft.

## Beruflicher und künstlerischer Werdegang
Conteris unterrichtete Literatur in der Sekundarstufe (Enseñanza Secundaria) und war als Dozent für Politikwissenschaften und Ideengeschichte an der rechtswissenschaftlichen Fakultät der UdelaR tätig. Von 1986 bis 1990 hatte er eine Anstellung als Hochschullehrer für Hispanoamerikanische Literatur an der University of Wisconsin inne. Mindestens Anfang des 21. Jahrhunderts war er Spanisch-Dozent und Lehrstuhlinhaber an der Division of Modern Languages der New Yorker Alfred University.
Von 1959 bis 1972 übte Conteris zudem eine journalistische Tätigkeit für die Wochenzeitung Marcha aus, für die er auch als literarischer Chronist wirkte. Er schrieb zahlreiche Romane und Theaterstücke. Vielfach wurden ihm Auszeichnungen und Preise für sein Werk zuteil. So erhielt er beispielsweise für das Theaterwerk El asesinato de Malcolm X neben dem Premio Florencio auch den Preis des Uruguayischen Bildungs- und Kulturministeriums (MEC) und eine Besondere Erwähnung beim Casa de las Américas. Es folgen Übersetzungen dieses Werks ins Englische, Polnische und Tschechische. Sein 1986 zunächst in Barcelona erschienener Roman El diez por ciento de tu vida, der acht Jahre später erneut in Montevideo publiziert wurde, ist ins Französische, Englische, Italienische, Japanische und ins Deutsche übersetzt worden.
Auch seine Theaterstücke fanden weltweit Umsetzung und wurden beispielsweise in Chile, Kuba, Polen, der Tschechoslowakei und den USA gezeigt.

## Veröffentlichungen (Auswahl)
- 1959: Enterrar a los muertos
- 1960: Este otro lado del telón
- 1963: Cono Sur, Roman
- 1963: El socavón
- 1963: El desvío
- 1965: Villa Anastacio, Theaterstück
- 1966: Virginia en Flashback, Roman
- 1968: El nadador, Roman
- 1969: El asesinato de Malcolm X, Theaterstück
- 1986: El Intruso
- 1986: El diez por ciento de tu vida, Barcelona, Roman (erneut 1994 in Montevideo erschienen)
- 1987: Holiday Inn
- 1987: La Diana en el Crepúsculo, Roman
- 1987: Información sobre la Ruta 1, Geschichten
- 1988: La cifra anónima, Erzählungen
- 1996: ¿Qué desea cenar?
- 1996: El breve verano de Nefertiti, Roman
- 1998: El cielo puede esperar
- 1998: Round Trip - Viaje regresivo, Roman
- 1999: Mi largo adiós a Raymond Chandler, Essay
- 2001: Rastros de ceniza
- 2002: Oscura memoria del sur, Roman
- 2005: Onetti en el espejo
- 2008: El Intruso

## Auszeichnungen (Auswahl)
- 1963: Erster Preis beim Wettbewerb der Marcha mit seinem Roman Cono Sur
- 1968: Besondere Erwähnung beim Casa de las Américas für El asesinato de Malcolm X
- 1969: Premio Florencio für sein Werk El asesinato de Malcolm X als Bestes Werk eines inländischen Autors
- 1969: Preis des Uruguayischen Bildungs- und Kulturministeriums (MEC) für El asesinato de Malcolm X
- 1988: Premio Casa de las Américas für La cifra anónima
- 1994: Premio Castillo-Puche in Murcia für El breve verano de Nefertiti
- 1998: Preis des Uruguayischen Bildungs- und Kulturministeriums für Round Trip - Viaje regresivo